# Jacob Ferdinand Voet

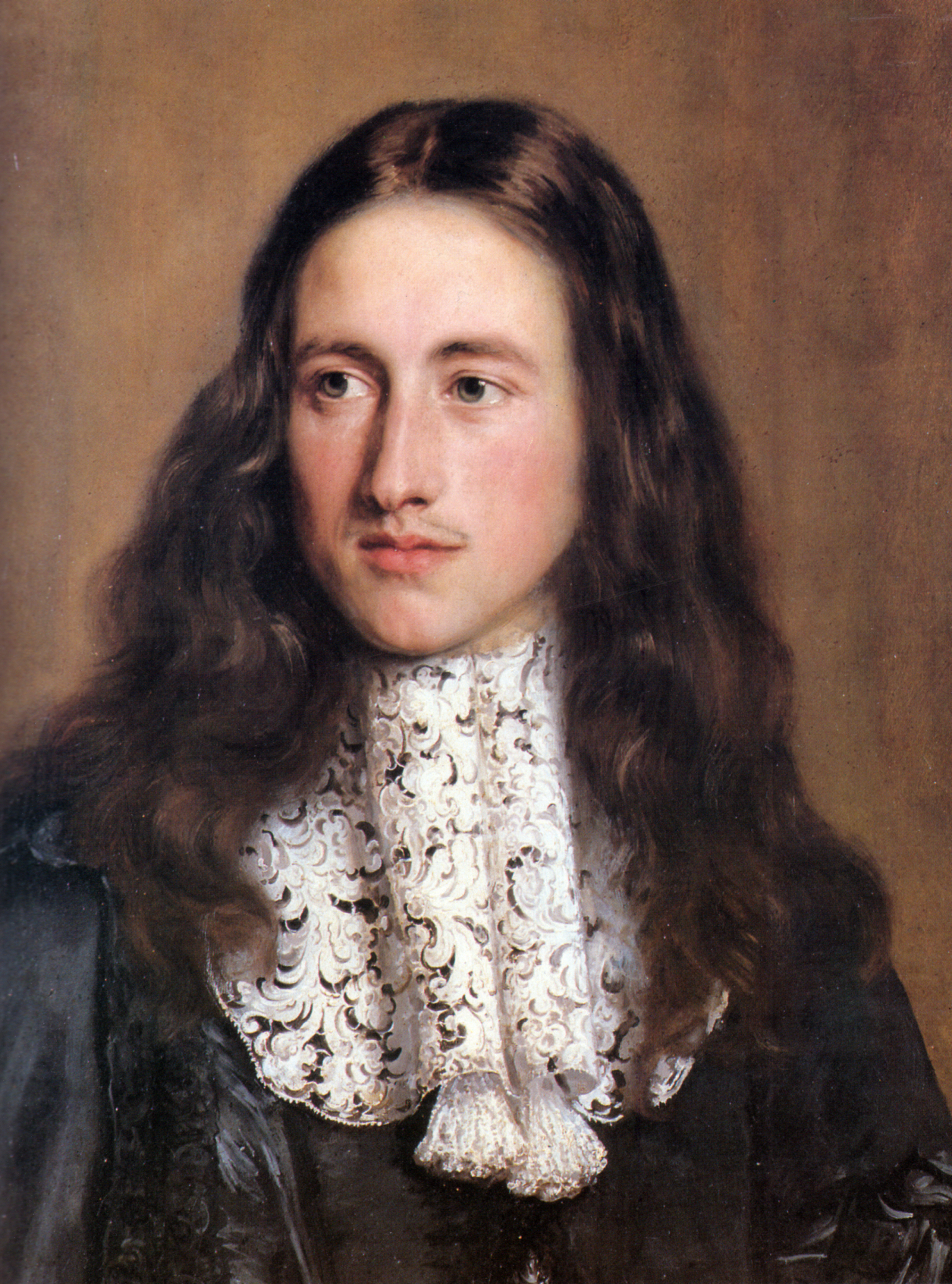
Portrait d'un jeune homme de la famille Chigi, musée des beaux-arts et de la dentelle d'Alençon.

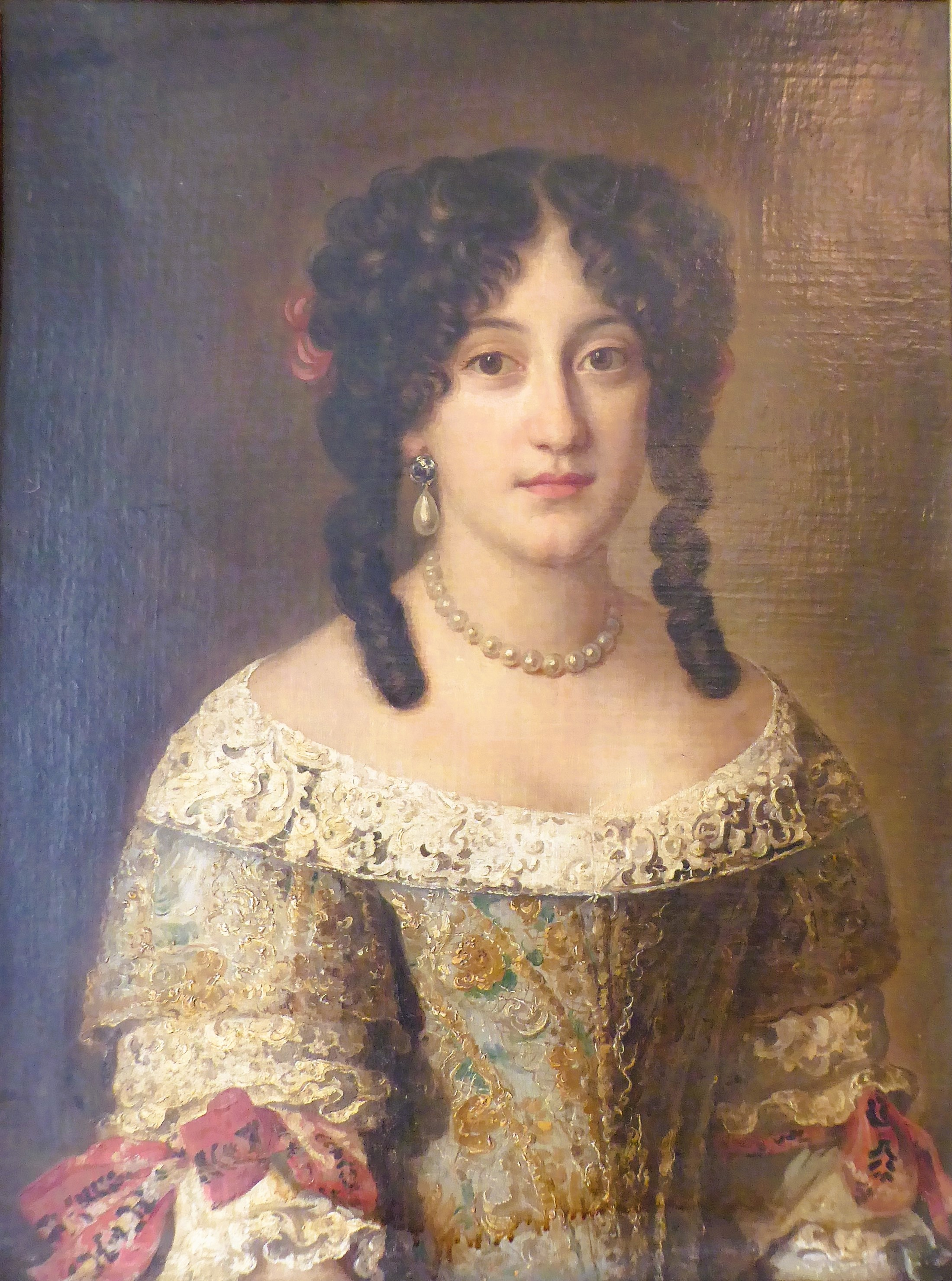
Sulpicia Chigi, princesse de Farnèse, musée des Beaux-Arts de Chartres.

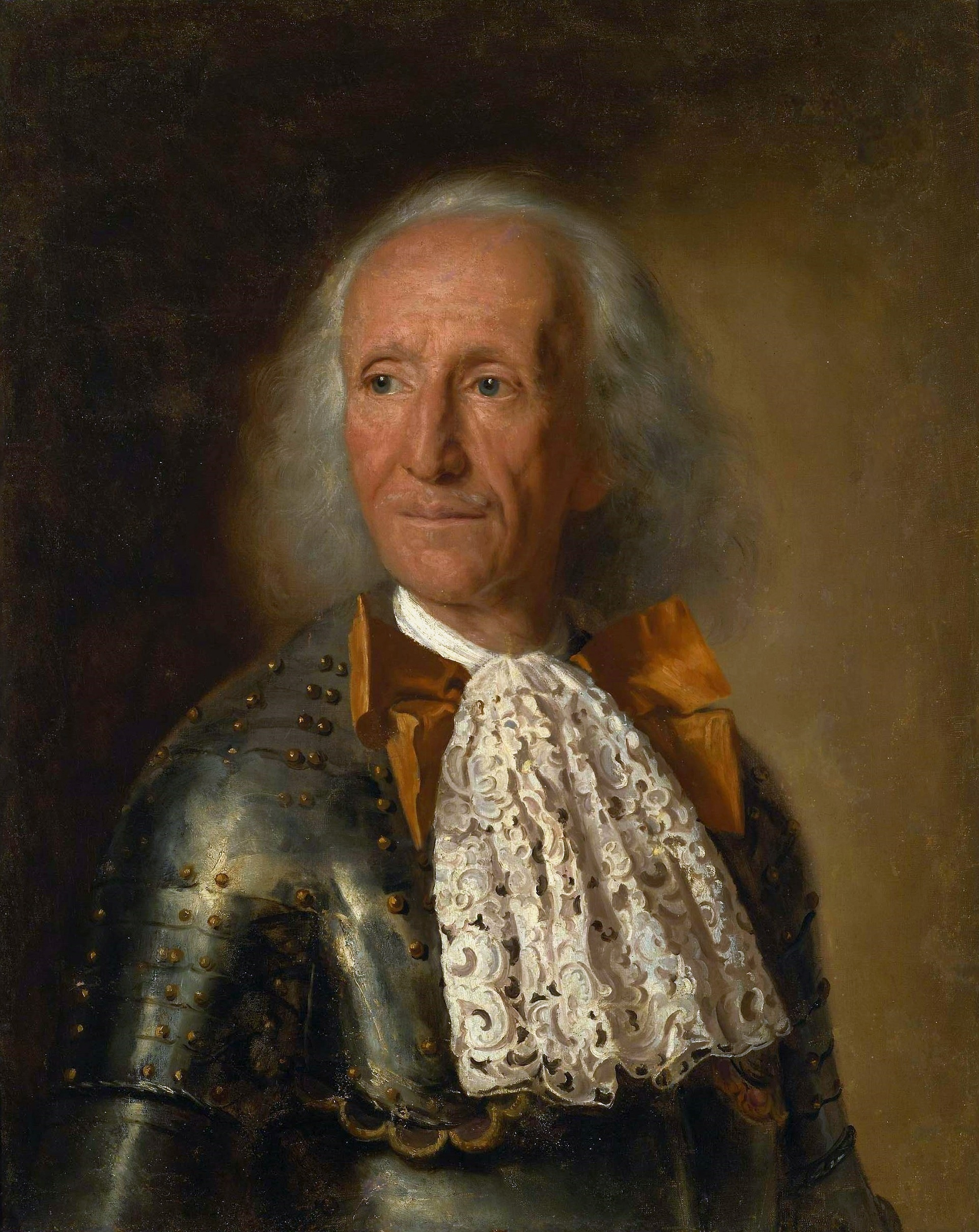
Portrait du duc Orazio Archinto, musée national, Varsovie.

Jacob Ferdinand Voet, né à Anvers en 1639 et mort à Paris le 26 septembre 1689, est un peintre portraitiste baroque flamand.

## Biographie
Selon l’Institut néerlandais d’histoire de l’art (RKD), il naît à Anvers, fils du peintre Elias Voet. Il se rend à Rome où il fait une brillante carrière de portraitiste de 1663 à 1679, puis à Milan en 1680, à Florence en 1681, à Turin en 1682-1684 et retourne à Anvers en 1684. Tandis qu’il est à Rome, il vit avec le peintre-graveur Cornelis Bloemaert jusqu’à ce qu’il soit désavoué par le pape Innocent XI pour ses portraits féminins jugés indécents, après quoi ils quittent Rome ensemble. Il entreprend un voyage à Paris en 1685 où il devient peintre de cour jusqu’à sà mort. Il est inscrit en tant que peintre de miniatures.
Selon Houbraken, il fait son voyage de retour à Anvers de Turin en compagnie de Jan van Bunnik (en) qu’il a déjà rencontré à Rome en compagnie de Cornelis Bloemaert. De Turin, ils se rendent à Lyon, où ils rencontrent Adriaen van der Kabel, Peter van Bloemen et Gillis Wenix. Ils partent pour Paris en compagnie d’un troisième peintre qui est un bon peintre de bataljes ou scènes de batailles. Houbraken indique qu’il s’agit de Jacob (en), frère de Jan van Bunnik, mais ne le mentionne pas dans sa biographie antérieure de Jan van Bunnik.
À propos de Jacob Ferdinand Voet, Houbraken mentionne que, selon Jan van Bunnik (qui vit à Utrecht lorsque Houbraken écrit son livre), Voet a fait un dessin au fusain de tous les Bentvueghels sur le mur blanchi à la chaux d’une auberge à Rome, lieu de rencontre populaire de cette confrérie. L’image a été assez prisée pour être épargnée chaque fois que les murs ont été repeints.

## Œuvre

### Dans les collections publiques
Les pays, villes et noms d'institutions sont classés par ordre alphabétique, les œuvres par date.

#### Espagne
- Portrait de Louis-François de La Cerda, duc de Medinaceli, 1684, Madrid, musée du Prado.

#### France
- Agen, musée des Beaux-Arts
  - Portrait de Diane-Gabrielle de Thianges-Mancini, duchesse de Nevers, vers 1672 ;
  - Portrait d'Hortence Mancini (1685-1695), huile sur toile, 79 × 62 cm[5].
- Alençon, musée des Beaux-Arts et de la dentelle : Portrait d'un jeune homme de la famille Chigi, vers 1670.
- Chartres, musée des Beaux-Arts : Portrait de Sulpicia Chigi, princesse Farnèse, huile sur toile, legs d'Eugène Layé, 1865 (inv. 1096).
- Gray (Haute-Saône), musée Baron-Martin : Portrait de gentilhomme en robe de chambre saumon, huile sur toile, 42 x 33 cm.
- Orléans, musée des Beaux-Arts : 
  - Portrait d'homme, 1685-1689, huile sur toile, 56,2 x 55,9 cm[6].
  - Portrait d'homme autrefois dit du comte de Guiche, Troisième quart du XVIIe siècle, huile sur toile, 64 x 50 cm (disparu)[7].
  - Portrait présumé du prince Mario Piccolomoni, 1675, huile sur toile, 75 x 60 cm (disparu)[8].
- Paris, école nationale des Beaux-Arts
  - Portrait de Laura Caterina Altieri, pierre noire, crayons de couleur sur papier bleu, H. 0,225 ; L. 0,154 m[9],[10]. Il s'agit d'une étude préparatoire, Laura Caterina était l'unique héritière de la famille Altieri. Elle apparaît en buste, le visage légèrement tourné vers la droite. La pose stéréotypée accentue le sérieux de la jeune femme qui néanmoins sourit au spectateur. On situe l'exécution de ce portrait entre 1670 et 1676.
  - Portrait d'homme, pierre noire, sanguine, craie blanche sur papier bleu, H. 0,225 ; L. 0,155 m[11],[12]. Le modèle est représenté à mi-corps, il surprend par sa pose figée et son ventre imposant sur lequel repose sa main. Le caractère monochrome du dessin contraste avec les autres feuilles connues de l'artiste où l'on relève plus de couleurs.
- Roanne, musée des Beaux-Arts et d'Archéologie Joseph-Déchelette
  - Portrait de François Michel Le Tellier, vers 1680 ;
  - Portrait d'un jeune homme, vers 1685.

- Rouen, Musée des Beaux Arts
  - Le soldat au nœud rose

#### Pays-Bas
- Portrait de Marie Mancini, Amsterdam, Rijksmuseum.

#### Royaume-Uni

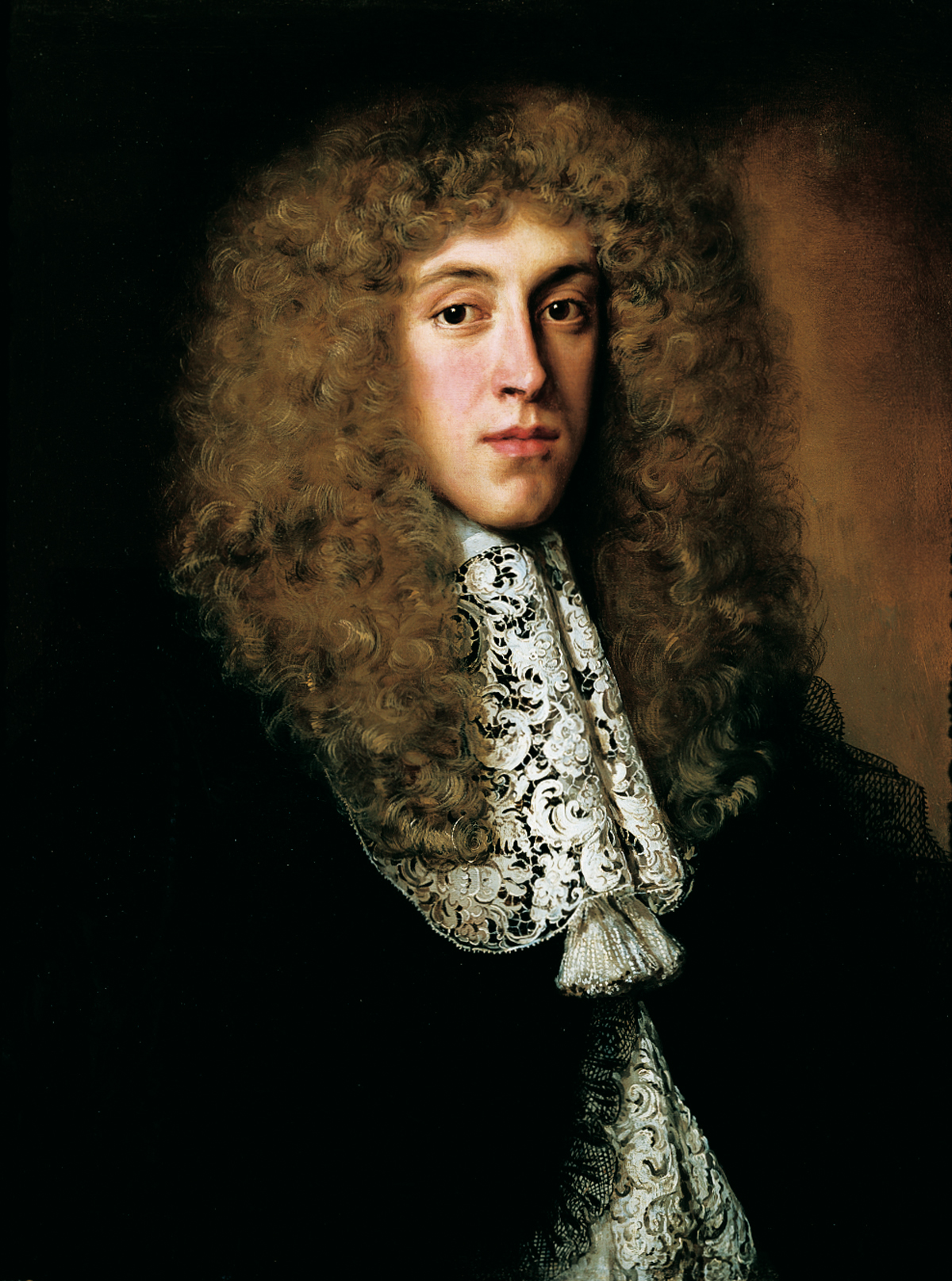
Portrait d'un getilhomme au col de dentelle.

- Portrait de Thomas Burnet, 1675, Londres, National Gallery of Art.
- Portrait d'un gentilhomme au col de dentelle Wakefield Art Gallery

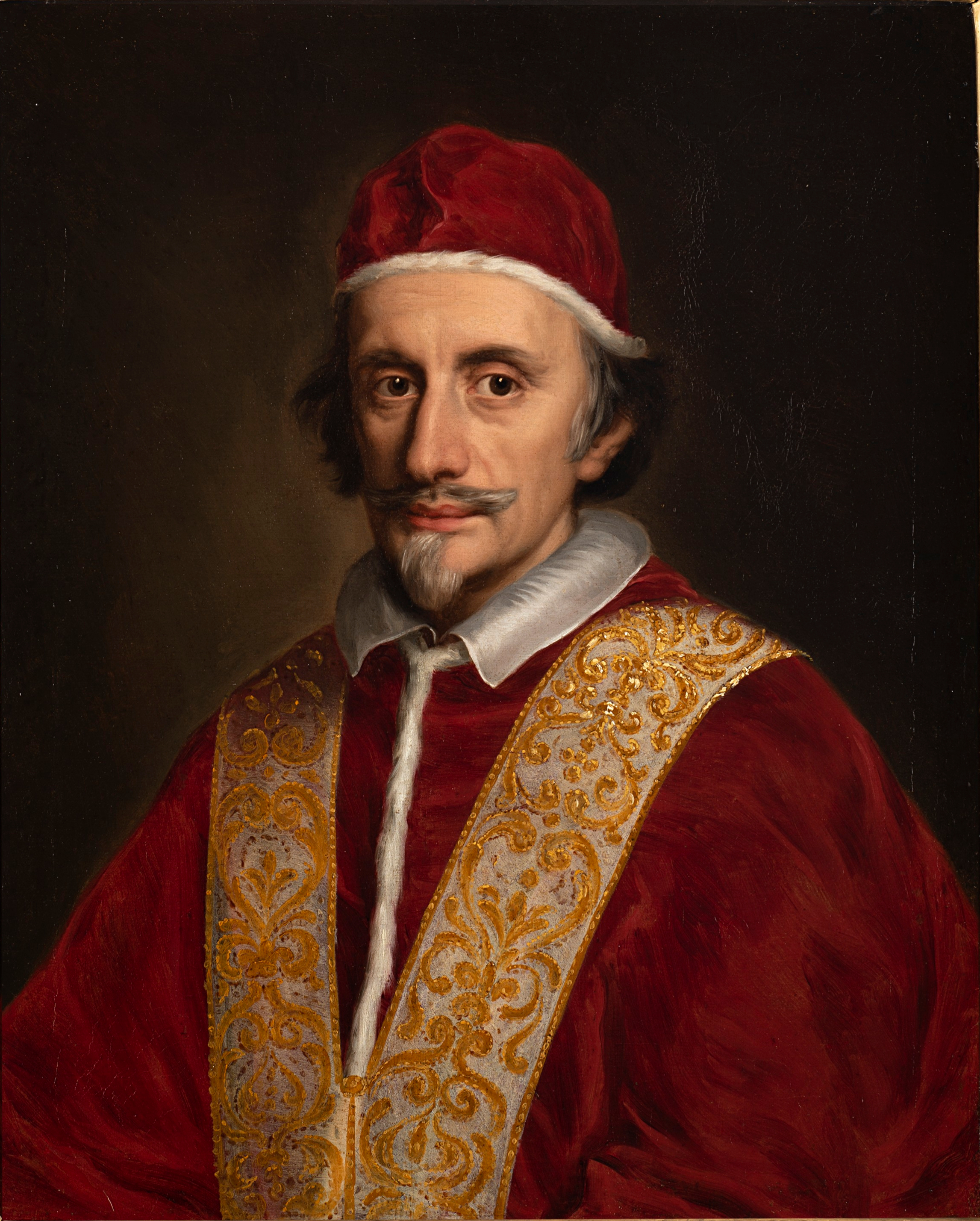
Portrait du pape Innocent XI.
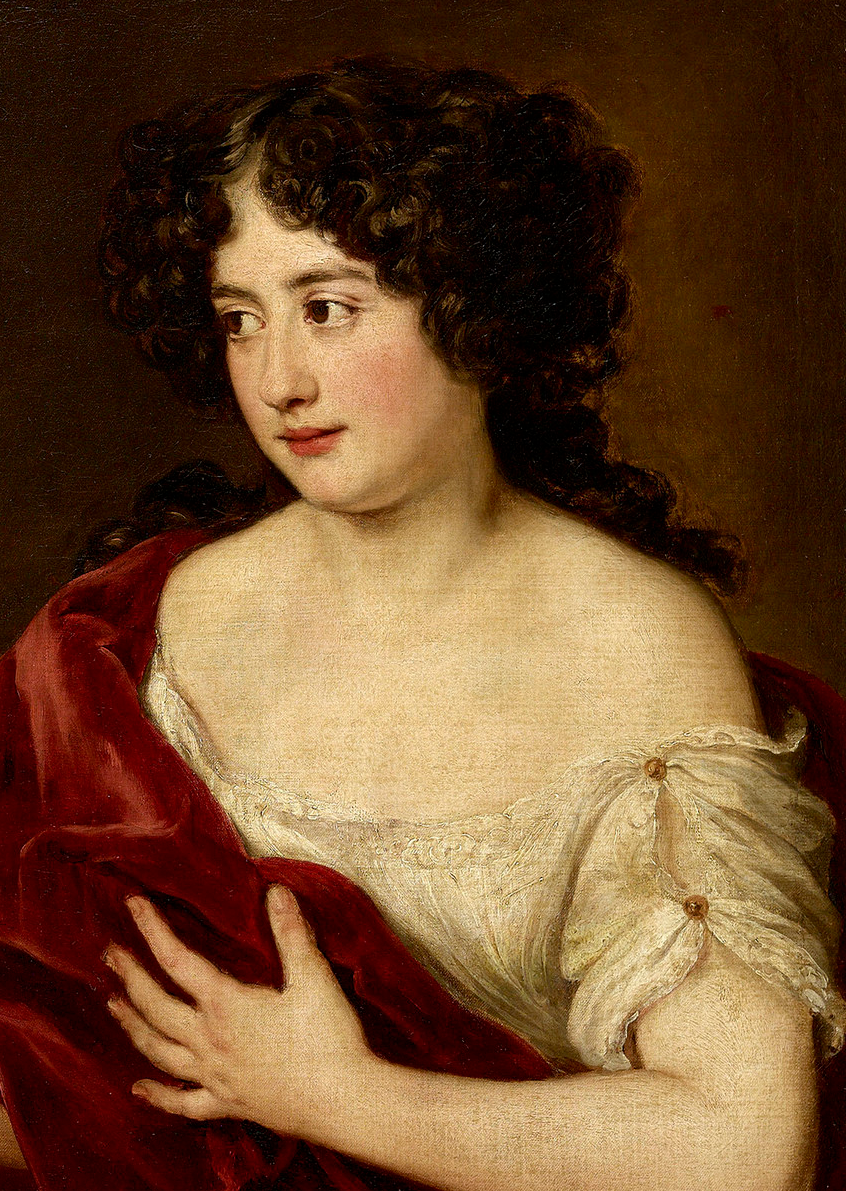
Portrait de Marie Mancini.
Portrait de Diane-Gabrielle de Thianges-Mancini, duchesse de Nevers.
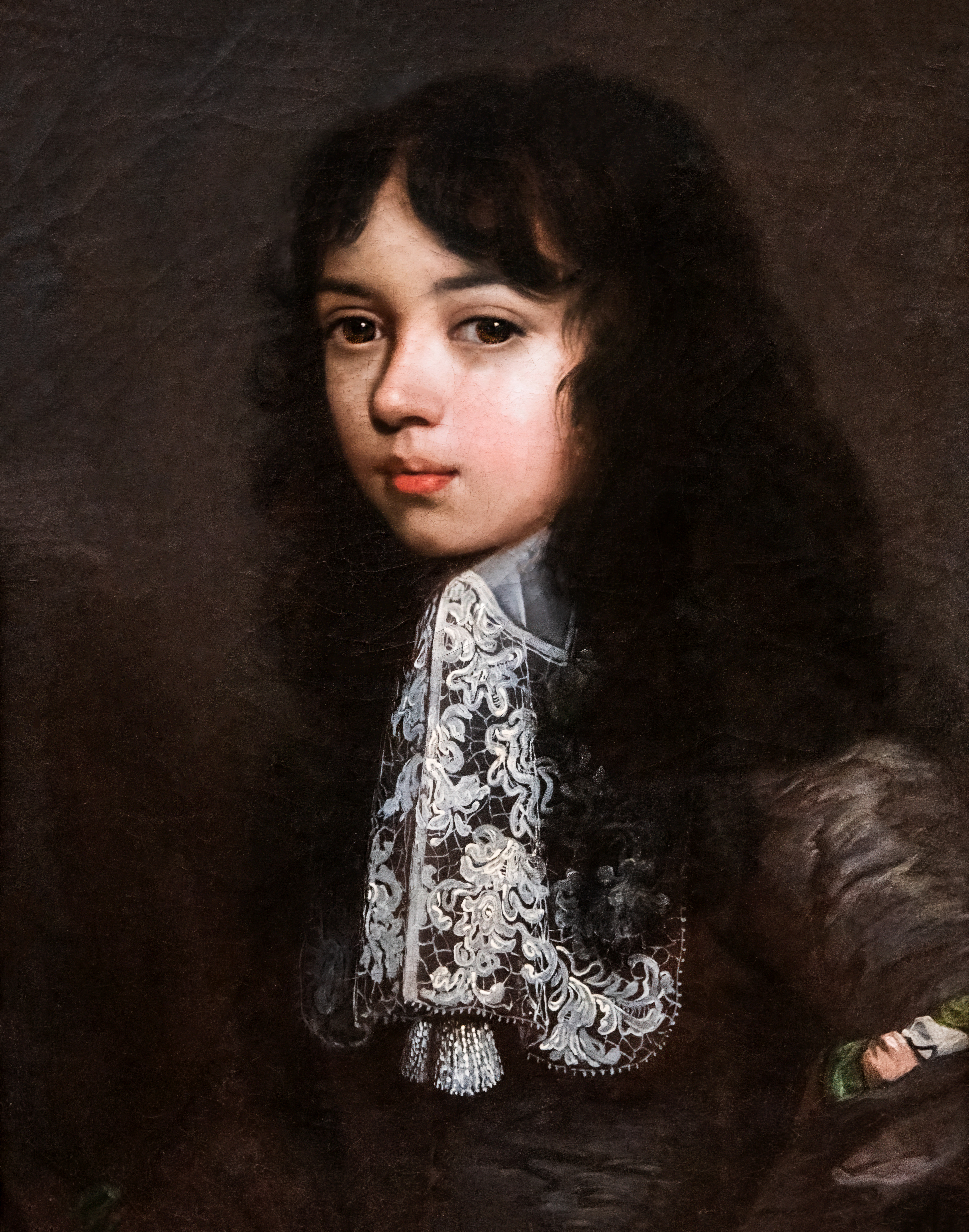
Portrait d'un jeune seigneur - Musée d'Art et d'Histoire de Narbonne[14].
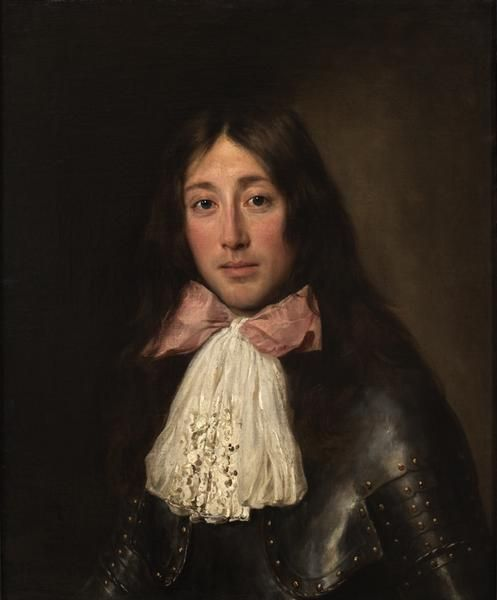
Le soldat au nœud rose -  Musée des  Beaux arts de Rouen
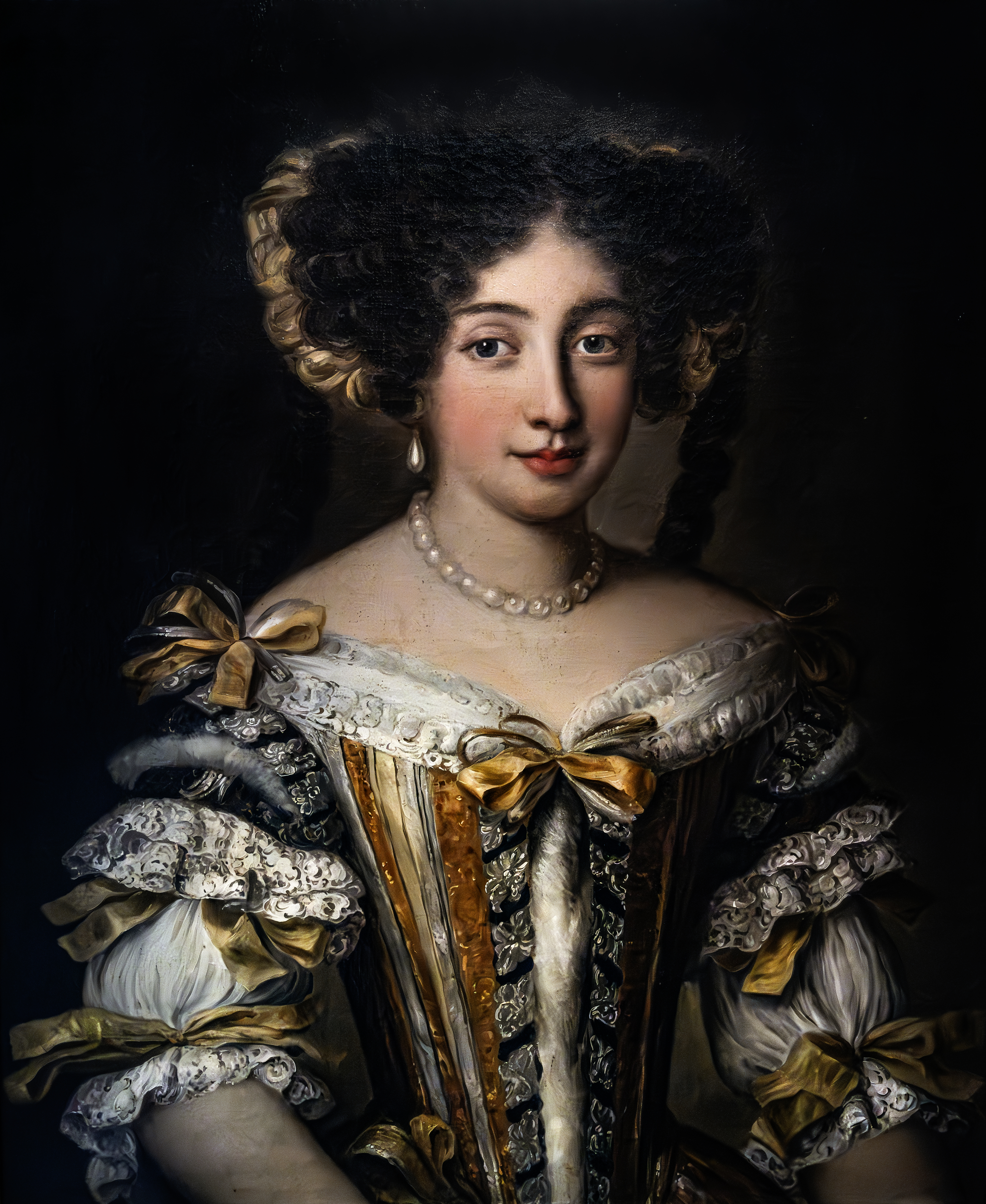
Portrait de la princesse Laura Caterina Altieri Pinacothèque Egidio-Martini